# David Franzoni
David Harold Franzoni (* 4. März 1947 in Vermont) ist ein US-amerikanischer Drehbuchautor und Filmproduzent.

## Leben
David Harold Franzoni wuchs in Vermont auf und nachdem er Geologie und Paläontologie an der University of Vermont studierte, verließ er nach nur einem Jahr die Graduiertenschule, flog nach Berlin, wo er sich ein Motorrad kaufte und anschließend durch Europa und den Nahen Osten reiste.
Als er in Bagdad lebte, kaufte er sich den Roman Those About to Die von Daniel P. Mannix, welcher ihn bereits in den 1970er Jahren zum Film Gladiator inspirierte. Während er in Rom lebte, recherchierte er zu einer möglichen Geschichte und stellte sie Steven Spielberg bei den Dreharbeiten zu Amistad vor. Daraufhin wurde der Film mit einem Budget von knapp 100 Mio. US-Dollar von Universal Studios und DreamWorks SKG unter der Regie von Ridley Scott verfilmt. Da er auch als Produzent mitwirkte, wurde er nicht nur für einen Oscar für das Beste Originaldrehbuch nominiert, sondern auch für den Besten Film ausgezeichnet.

## Filmografie (Auswahl)
- 1985: Der süße Traum vom Glück (Sweet Dreams, im Abspann unerwähnt)[2]
- 1985: Red Sonja (im Abspann unerwähnt)[3]
- 1986: Jumpin’ Jack Flash
- 1992: Citizen Cohn - Handlanger des Todes (Citizen Cohn)
- 1997: Amistad
- 2000: Gladiator
- 2004: King Arthur
- 2024: Gladiator II

## Auszeichnungen
Oscar
- 2001: Bestes Originaldrehbuch - Gladiator (nominiert)
- 2001: Bester Film - Gladiator

British Academy Film Award
- 2001: Bester Film - Gladiator
- 2001: Bestes Originaldrehbuch - Gladiator (nominiert)

Satellite Awards
- 1997: Bestes adaptiertes Drehbuch - Amistad (nominiert)